# Рональд Сандерс (дипломат)
Рональд Сандерс (англ. Ronald Sanders; нар. 26 січня 1948) — дипломат Антигуа і Барбуда. Надзвичайний і Повноважний Посол Антигуа і Барбуда в Сполучених Штатах Америки та Організації Американських Держав (з 2015 року) та є Верховним Комісаром Антигуа і Барбуди у Канаді за сумісництвом (з 2017 року). Старший науковий співробітник Інституту досліджень Співдружності, Лондонського університету у Великій Британії та старший науковий співробітник в Massey College, Університет Торонто. Він також є міжнародним бізнес-консультантом і письменником.

## Життєпис
Він має ступінь магістра міжнародних відносин в Університеті Сассекса. 
З січня по квітень 2016 року він обіймав посаду голови 34-ї Постійної ради Організації американських держав, де ініціював ряд рішень із виведення організації із серйозних фінансових труднощів. Він також успішно керував спеціальною місією в Гаїті, що допомогло сформулювати конституційне і політичне рішення, яке допомогло уникнути громадянських конфліктів і дало країні змогу вступити в мирну фазу, готуючись до президентських виборів.
На запрошення колишнього президента США Джиммі Картера він став членом організації «Друзів Демократичної Хартії» у жовтні 2011 року. Окрім президента Картера, до «Друзів» увійшли пан Джо Кларк, колишній глава уряду Канади та декілька інших глав урядів, міністрів закордонних справ і декількох високопосадовців із країн Західної півкулі.
У липні 2010 року пан Рональд був призначений одним з 10 членів Групи видатних осіб (EPG), яка просила глав урядів Співдружності рекомендувати варіанти реформ, які посилюють вплив 53 країн, посилюють їх мережі та підвищують їх ефективність. Доповідь Групи, до якої також був доповідач Сандерса, був представлений на засіданнях керівників урядів Співдружності у Перті у 2011 році, де вона домінувала на Конференції.
Він також є (не оплачується) членом Міжнародної консультативної ради Круглого столу: Журнал Співдружності з міжнародних відносин, який є науковим журналом, виданим шість разів на рік. Заснований у 1910 році, Круглий стіл є найстарішим британським журналом міжнародних справ, який надає аналіз і коментар до всіх аспектів міжнародних справ.
У приватному секторі він був членом Ради директорів фінансових установ, телекомунікаційних компаній, медіакомпанії і сталого лісогосподарського підприємства в Антигуа і Барбуда, Белізі, Барбадосі, Гаяні та на Американських Віргінських островах.
У державному секторі він обіймав посаду обраного голови Карибської групи з фінансових дій щодо боротьби з незаконним обігом наркотиків та відмиванням грошей (2003—2004 рр.). Він також був членом Правління Міжнародної програми розвитку комунікації в ЮНЕСКО (1983—1985) і обраний членом Виконавчого комітету ЮНЕСКО (1985—1987).
У своїй дипломатичній кар'єрі він працював у період з 1982 по 1987 рр. та з 1996 по 2004 рр. Він був двічі Верховним комісаром Сполученого Королівства для Антигуа і Барбуди і послом у Світовій організації торгівлі (СОТ). Він мав особливу відповідальність за переговори з фінансових та торговельних питань у СОТ та з Міжнародним валютним фондом та Організацією економічного співробітництва та розвитку (ОЕСР). Протягом усієї своєї дипломатичної кар'єри він відвідував міністрів закордонних справ Співдружності та КАРІКОМ, а також конференцій глав урядів.
Він служив у численних комітетах, робочих групах і консультативних радах для формулювання і реалізації політики для Карибського басейну і Співдружності. Він також має досвід роботи з регулюючими органами, як-от FCC у США, і він підготував успішну скаргу до арбітражної комісії Світової організації торгівлі. Він обговорив угоди про обмін податковою інформацією та угоди про уникнення подвійного оподаткування з Великої Британією, США та Австралією, а також угоди про позики та інвестиції з Великою Британією та Китаєм.
Його консультанти включають роботу в державних справах для Організації східно-карибських держав (ОЕСС), Секретаріату Співдружності, Міжнародного фонду добробуту тварин (IFAW) і ЮНЕСКО, а також приватних компаній, де він веде переговори про придбання та фінансування та консультує з питань корпоративних відносин політики та державних справ.

## Взаємовідносини з Україною
6 лютого 2018 року у Вашингтоні (США) відбулося підписання угоди про взаємне скасування віз між Україною та Антигуа і Барбуда. Безвізова угода передбачає перебування в країні на термін, що не перевищує 90 днів протягом 180 днів. Підписання документів відбулося у Вашингтоні за участю посла України в США Валерія Чалого та посла Антигуа і Барбуди в США Рональда Сандерса. Підписання цієї угоди важливо не тільки для розвитку туристичних можливостей, але і для захисту прав та інтересів громадян за кордоном, інформування країн Карибського регіону про ситуацію в Україні.

## Нагороди та відзнаки
Сер Рональд є лауреатом кількох нагород, у тому числі командора ордена Святого Михайла і Георгія (KCMG); Командор ордена нації (КЦН), член ордена Австраіла (АМ). Він також був удостоєний почесним ступенем доктора літер (DLitt) Університету Вест-Індії, як дипломат, письменник і адвокат.